# ماساهیکو ساتو
ماساهیکو ساتو (انگلیسی: Masahiko Satoh؛ زادهٔ ۶ اکتبر ۱۹۴۱) آهنگساز، تنظیم‌کننده و نوازنده پیانو اهل ژاپن است.
از فیلم‌ها یا مجموعه‌های تلویزیونی که وی در آن‌ها نقش داشته است، می‌توان به یونیکو اشاره نمود.